# Telefon mobil

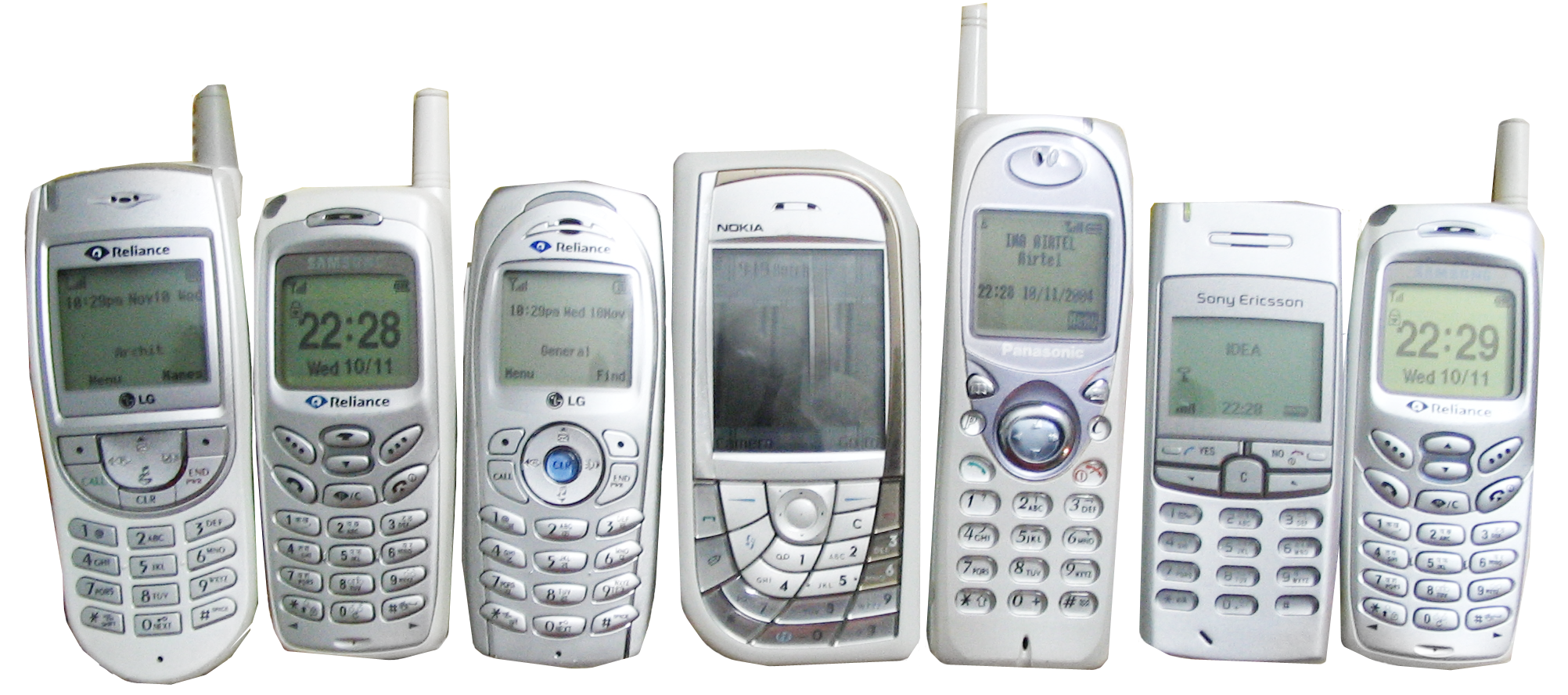
Exemple de telefoane mobile

Un telefon mobil sau telefon celular (întâlnit și sub formele substantivizate „un celular”, „un mobil”) este un aparat electronic portabil, un dispozitiv mobil, care funcționează fără fir (prin radio) pe baza rețelelor GSM sau CDMA și este folosit în general pentru comunicații personale la distanță mare. Telefoanele portabile care nu se bazează pe rețele GSM sau CDMA nu trebuie numite „mobile”, deși sunt deplasabile, v. mai jos.
Miniaturizarea continuă a permis ca în zilele noastre în telefoanele mobile să se mai integreze o serie întreagă de funcțiuni suplimentare, ca de ex. dictafon, aparat de fotografiat și filmat, aparat de accesat Internetul și webul, GPS, radio și multe altele, astfel rezultând un nou gen de telefon mobil, foarte „inteligent”, numit smartphone.
Telefonul a devenit portabil la 20 februarie 1942, când americanul Donald M. Mitchell a cerut eliberarea unui brevet pentru telefonul său mobil, „Radio portabil pentru transmisie și recepție”. Dispozitivul transmitea folosind unde scurte, avea o rază de acțiune limitată și cântărea nu mai puțin de 2,5 kg. Au mai trecut 35 de ani până când telefoanele mobile au început să fie folosite pe scară largă, de oamenii obișnuiți. Inventatorul primului telefon mobil este considerat dr. Martin Cooper, fostul manager de sistem din cadrul companiei Motorola. Primul apel de pe un telefon mobil a fost făcut de Cooper la 3 aprilie 1973. Abia în 1983 Motorola a prezentat primul telefon mobil comercial din lume, Dyna TAC 8000X.
În ziua de azi telefonia celulară sau mobilă se bazează pe standardul de comunicații și rețeaua GSM.

Prin contrast, există și sisteme de telefonie fără fir care nu se numesc „mobile”, deși și ele continuă să funcționeze dacă utilizatorul se deplasează:
- sisteme DECT - pentru distanțe mici de până la cca 30 m, în locuință sau la locul de muncă,
- sisteme bazate pe benzi speciale radio, v. Radio CB,
- sisteme instalate de ex. pe avioane și vapoare care pentru radiotelefonie folosesc sateliți de telecomunicații
- sisteme speciale militare și de poliție.

## Energie
Telefoanele mobile au în general ca sursă de energie baterii electrice reîncărcabile, mai exact numite acumulatori electrici. Energia necesară reîncărcării lor se ia printr-un dispozitiv încărcător de acumulatori de la rețeaua de (220V) curent alternativ.

## Caracteristici
Pentru modul de funcționare al unui sistem celular v. articolul GSM, secțiunea Caracteristici tehnice.

## Telefon mobil prin satelit

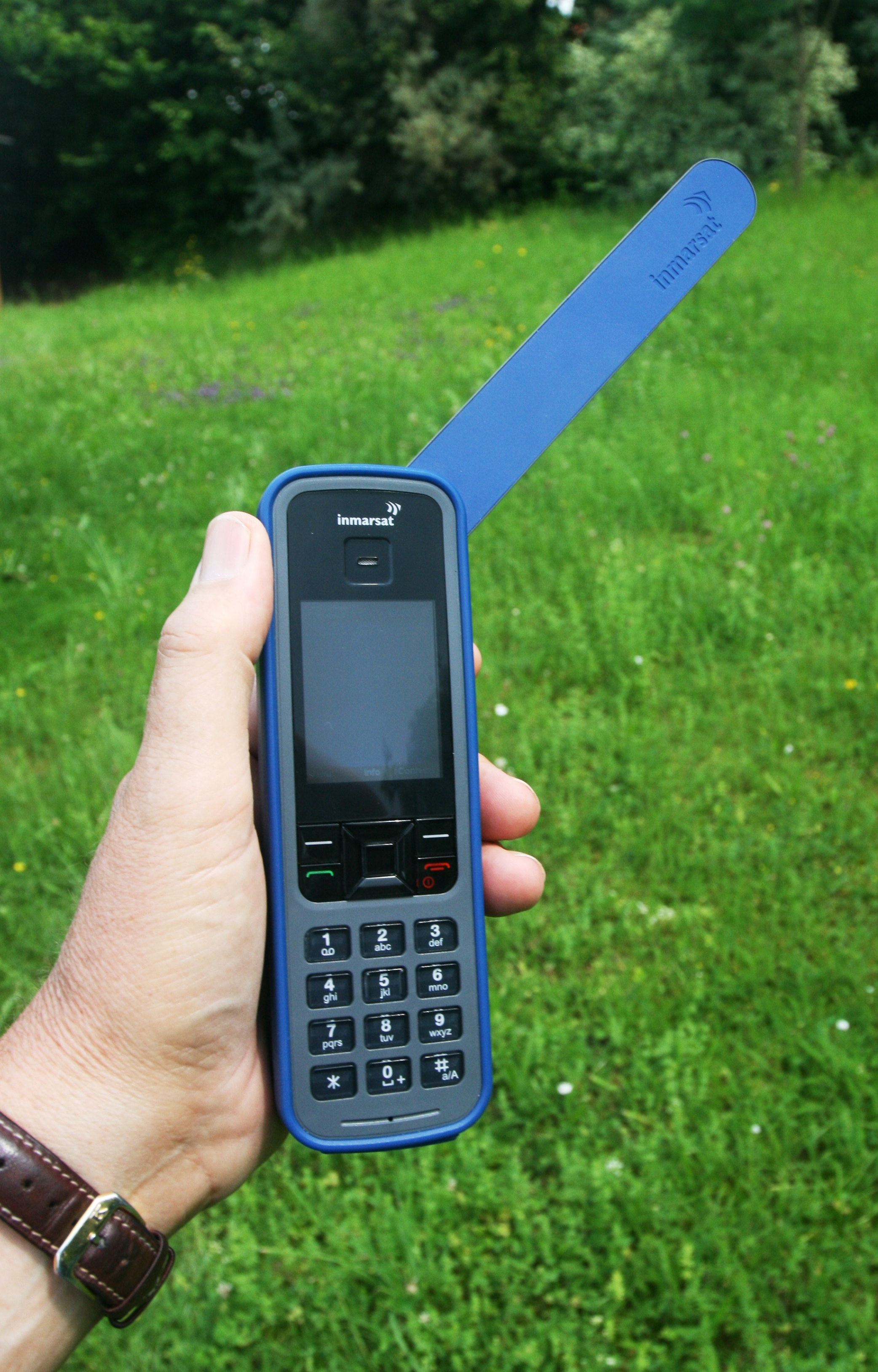
Un telefon mobil prin satelit

Telefonie prin satelit sau telefon mobil prin satelit este un tip de telefon mobil care se conectează direct la un satelit de comunicații în locul rețelei GSM.

## Radiațiile mobilelor și cancerul

### Efecte asupra sănătății
În 2011 Agenția Internațională pentru Cercetarea Cancerului (IARC) a clasificat radiația telefonului mobil pe scara IARC ca un Grup 2B - posibil carcinogen. Acest lucru înseamnă că "ar putea exista un risc" al carcinogenității și deci mai multe cercetări referitoare la expunerea îndelungată la telefonul mobil trebuiesc efectuate. După aceea, OMS a precizat că "până în prezent, nu s-au stabilit efecte adverse ca urmare a folosirii telefonului mobil".
În iunie 2011 o echipă de 31 oameni de știință din 14 țări, inclusiv Statele Unite, a luat o poziție după ce a analizat studiile trecute despre siguranța telefoanelor mobile. Echipa a găsit suficiente dovezi pentru a cataloga expunerea la risc a utilizatorului ca „posibil cancerigenă pentru om” . Ei au găsit suficiente dovezi de creștere a frecvenței gliomului și a cancerului de tip acoustic neuroma brain, dar nu au putut trage alte concluzii cu privire la alte tipuri de cancer.
Mobilul emite o radiație care este non-ionizantă, fiind asemănătoare cu cea a unui cuptor cu microunde de mică putere.

### Câteva studii
Rezultatele celui mai amplu studiu internațional despre telefoanele mobile au fost făcute publice în 2010. El a arătat că participanții la studiu care au folosit telefonul mobil timp de 10 ani sau mai mulți au dublat rata gliomului creierului, care este un tip de tumoare.
Organizația Mondială a Sănătății a mai publicat în 2010 un studiu realizat pe parcursul a zece ani, în care se arată că folosirea regulată a telefoanelor mobile cauzează cancer la creier. Potrivit studiului, jumătate de oră petrecută cu telefonul mobil la ureche în fiecare zi sporește riscul de apariție a cancerului la creier cu 40 %. 

### Avertismentele companiilor de telefonie mobilă
Producătorii de telefoane mobile își avertizează clienții să-și țină aparatele departe de corp, iar experții în sănătate spun că există și alte mijloace de a reduce radiația telefoanelor mobile. Manualul de utilizare al Apple iPhone 4 spune: „când folosiți iPhone lângă corp pentru apeluri vocale sau pentru transmisie de date wireless, țineți iPhone la cel puțin 15 milimetri depărtare de corp.” BlackBerry Bold își sfătuiește utilizatorii să „țină BlackBerry-ul la cel puțin 25 mm depărtare de corp când transmite”. Logica de la baza acestor recomandări este următoarea: cu cât aparatul este mai departe de corp, cu atât acesta absoarbe mai puține radiații  .

### Sfaturi
- Pentru a mări distanța dintre celular și cap, și deci pentru a reduce iradierea acestuia, utilizatorii pot folosi
  - funcția de vorbit liber,
  - funcția de a vorbi printr-un fir cu microfon și minidifuzoare plasate în ureche în timp ce țin mobilul de ex. în buzunar,
  - o legătură de genul PAN / Bluetooth (tot prin radio, dar cu putere de emisie mult mai mică decât cea necesară la GSM).
- În locul conexiunii sonore utilizatorii mai pot folosi SMS-ul. Asta însă este rareori satisfăcător.
- Mobilele emit cele mai intense radiații atunci când încearcă să se conecteze cu turnurile de antene ale celulelor. Un mobil în mișcare sau un mobil într-o zonă unde semnalul este slab trebuie să emită cu o putere mai mare, astfel rezultând mai multe radiații. De aceea, dacă vor să reducă expunerea lor la radiații, utilizatorii trebuie să evite folosirea celularelor în lifturi, clădiri și zone rurale, spun experții.[6]

## Alte efecte asupra sănătății
"Nomophobia", o fobie ce a fost denumită după prescurtarea de la no-mobile, este o afecțiune care, potrivit psihologilor, afectează tot mai mulți tineri care devin dependenți afectiv de telefoanele mobile.
Cei care suferă de această boală intră în sevraj când rămân fără smartphone, fiind pur și simplu cuprinși de panică sau disperare.
În plus oamenii cu nomofobie nu se pot concentra la job, nu sunt atenți când poartă o conversație și își verifică febril telefoanele pentru a vedea dacă au vreo notificare.

## Riscuri
În anul 2013, o însoțitoare de zbor a decedat, după ce a răspuns la un telefon mobil, iPhone, conectat la un încărcător care nu era produs de Apple.
În iulie 2014, o tânără în vârstă de 18 ani din China a decedat, autoritățile fiind de părere că de vină a fost încărcătorul pentru telefonul mobil pe care aceasta îl folosea.